# Unió Danesa de Futbol
La Unió Danesa de Futbol (en danès: Dansk Boldspil-Union (DBU)) dirigeix el futbol a Dinamarca.
És l'encarregada d'organitzar la Lliga danesa de futbol, les lligues amateurs, la Copa danesa de futbol i la Selecció de futbol de Dinamarca. Té la seu a Brøndby. Va ser fundada el 1889 i fou membre fundador de la FIFA el 1904 i la UEFA.